# 大平あひる
大平 あひる（おおひら あひる、9月10日 - ）は、日本の女性声優、歌手。千葉県出身。

## 人物
主に洋画の吹き替えを中心に活動している。
小さい頃から自分が表現をしていたことで「誰かの心に何か届けられたら、それは魔法みたいだな」というのがきっかけで表現者になろうと夢を見ていたという。
特技は歌、ダンス。趣味はミュージカル鑑賞。
旧芸名は大平 遥香（おおひら はるか）で、2017年10月より愛称だった「あひる」を使用した現芸名に変更した。
2024年9月、結婚。
2025年3月31日、同日付でオフィスPACが事業停止したことに伴い、翌4月1日付でフリー転向。

## 出演
太字はメインキャラクター。

### テレビアニメ
2020年
- 宇崎ちゃんは遊びたい!
- 最響カミズモード!（在間ジロウ）

2021年
- 擾乱 THE PRINCESS OF SNOW AND BLOOD（浅陽 母）
- すばらしきこのせかい The Animation（客B）
- かぎなど（観客）
- サクガン（子供A）

2022年
- ユーレイデコ（キッズ）
- うる星やつら (2022)（2022年 - 2024年、女子生徒、女子、使用人、バニーガール） - 2シリーズ

2023年
- 勇者が死んだ!（孤児）

2024年
- 夜のクラゲは泳げない（ゆこち）
- ばいばい、アース（2024年 - 2025年、ルンディング、ベルの養母、貴族） - 2シリーズ
- ラーメン赤猫（間宮）

### 劇場アニメ
- 泣きたい私は猫をかぶる（2020年、土井醇子 他）
- デッドデッドデーモンズデデデデデストラクション（2024年、高畑） - 前後章[一覧 3]
- 好きでも嫌いなあまのじゃく（2024年、芽衣）
- きみの色（2024年、女子生徒達）

### OVA
- 地球外少年少女（2022年、アナウンサーD）

### Webアニメ
- 日本沈没2020（2020年）
- TIGER & BUNNY 2（2022年、子供）
- LUPIN ZERO（2022年、女生徒A）

### ゲーム
2010年代
- グランマルシェの迷宮（2017年、コロン、ホワイトレディ）
- デトロイト ビカム ヒューマン（2018年）
- 永遠の七日（2019年）
- ドラゴンクエストXI 過ぎ去りし時を求めて S（2019年）

2020年代
- 永遠の7日-終わりなき始まり（2020年）
- サクラ革命 〜華咲く乙女たち〜（2020年、石匠クレア）
- タクティクスオウガ リボーン（2022年）
- グランブルーファンタジー（2023年、嗟嘆）
- ドラゴンクエストモンスターズ3 魔族の王子とエルフの旅（2023年）

### 吹き替え

#### 映画
2016年
- クルキッドマン/歪み男（オリヴィア〈アンジェリーク・リベラ〉）

2017年
- コロニア（ドロ〈ジャンヌ・ヴェルナー〉）

2019年
- マリブ・レスキューチーム（ローガン〈ブリアナ・サラス〉）
- リーサル・ウェポン

2020年
- アンダー・ザ・シルバーレイク
- ウィズアウト・リモース
- グッド・ボーイズ（ソー〈ブレイディ・ヌーン〉）
- ケミカル・ハーツ
- ゴーカーツ（マンディ・ゼタ〈アナスタシア・バンポス〉）
- ゴリラのアイヴァン（オウムのセルマ〈フィリッパ・スー〉）
- ジングル・ジャングル 〜魔法のクリスマスギフト〜（ジョアン〈シャロン・ローズ〉）
- ストーリー・オブ・マイライフ/わたしの若草物語（エイミー・マーチ〈フローレンス・ピュー〉）
- テッド・バンディ（ジョアナ〈アンジェラ・サラフィアン〉）
- ナンシー・ドリューと秘密の階段（ジョージ・フェイン〈ゾーイ・レニー〉）
- ユーロビジョン歌合戦 〜ファイア・サーガ物語〜
- ヒュービーのハロウィーン（シャンタル・テイラー先生〈チャイナ・アン・マクレーン〉 他）
- マザーレス・ブルックリン（ベティ〈デショーン・ホワイト〉）
- ミーン・ガールズ2（チェスティティ・マイヤー〈クレア・ホルト〉）

2021年
- SAS: 反逆のブラックスワン
- エクストレモ
- ザ・クラフト: レガシー（フランキー〈ギデオン・アドロン〉）
- ディヴァイン・フューリー/使者（ホンジン〈チョ・ウニョン〉、ホソク〈チョン・ジフン 他）
- 呪われた老人の館
- パーマー
- フリー・ガイ
- 星の王子 ニューヨークへ行く2（オマ〈ベラ・マーフィ〉）
- モータルコンバット（ハサシ・"ジュウベエ"・サトシ〈宮川蓮〉）
- ヒーズ・オール・ザット（ニーシャ〈アニー・ジェイコブ〉）

2022年
- ウエスト・サイド・ストーリー（チャリータ〈タナイリ・シャーデー・バスケス〉）
- エンド・オブ・ロード
- ダービーのゴーストカウンセリング（パイパー〈ニコール・メインズ〉）
- 出会いと別れと、その間のすべて（ステラ〈アヨ・エデビリ〉）
- ピノキオ（サビーナ〈ジャキータ・タレ〉）

2023年
- 赤と白とロイヤルブルー（ノーラ〈レイチェル・ヒルソン〉）
- オブセッション -執着-（サリー〈ソネラ・エンジェル〉）
- キラー・ブック・クラブ（アンヘラ〈ベッキ・ベリージャ〉）
- ディスクワイエット
- ノーティ・ナイン（ベサニー〈リヨウ・アベレ〉）
- 非常宣言（ミンジョン）
- フェイブルマンズ（モニカ〈クロエ・イースト〉）
- 見えざる手のある風景（クロエ〈カイリー・ロジャーズ〉）
- 私がケーキを焼く理由（コリン〈オデッサ・アジオン〉）
- マーベルズ（女性看護師1）

2024年
- TAR/ター（オリーヴ・カー〈キティ・ワトソン〉）
- アンダーラップ ミイラのトモダチ（ギルバート〈クリスチャン・J・サイモン〉）
- ロマンス in スタイル（エラ〈ジェイシー・エリオット〉）
- ルー・ガルー: 人狼を探せ!（クララ〈リサ・ドゥ・クート・テヘイラ〉）
- 君の過ち（ブライアー〈アレックス・ベジャール〉）

2025年
- スナックバーへようこそ（ブルック〈ミカ・アブダラ〉）
- ウィキッド ふたりの魔女（スロップ夫人〈コートニー・メイ＝ブリッグス〉）
- パディントン 消えた黄金郷の秘密（ジーナ・カボット〈カルラ・トウス〉）

#### ドラマ
2017年
- グッド・ワイフ
- クリミナル・マインド FBI行動分析課
- ゲットダウン
- チェサピーク海岸（コーナー〈少年〉）
- フラーハウス（ミンディ）
- プリーチャー
- HOMELAND
- レイブンのウチはチョー大変!

2018年
- 恋するアプリ Love Alarm
- スタン・リーのラッキーマン（デイジー〈レイラ・デ・メサ〉）
- それいけ! ゴールドバーグ家 シーズン4（ジャッキー）
- デイ・アフターZ（アイジャン〈ビビグリ・アクタン）
- ハンドレッド
- BELOW THE SURFACE 深層の8日間（マリエ〈アルバ・オーガスト 他）
- NYガールズ・ダイアリー 大胆不敵な私たち
- レジェンド・オブ・トゥモロー
- リバーデイル シーズン2・3（エヴリン〈ゾエ・デ・グランド・メゾン、ミュージカル吹き替え）

2019年
- アガサ・クリスティー 検察側の証人
- シドニーとがんばりマックス（レオ〈クリスチャン・J・サイモン〉）
- ザ・クラウン（アン王女〈エリン・ドハティ〉）
- THIS IS US 36歳、これから シーズン2（ルーシー 他）
- トランスペアレント シーズン5
- ニックのいたずら（タミカ〈サナイ・ビクトリア〉）
- マリブ・レスキューチーム: ザ・シリーズ（ローガン〈ブリアナ・サラス〉）
- マンダロリアン（コスカ・リーヴス〈メルセデス・ケストナー・バーナード〉）
- Mr.イグレシアス（リタ〈マリア・ケサダ〉）
- ニュー・アムステルダム 医師たちのカルテ
- レガシーズ

2020年
- ザ・ルーキー 40歳の新米ポリス!? シーズン1（ドミニク）
- タイニー・プリティ・シングス（エズメー・ハルターライン〈クレア・バトラー〉、シエナ・ミルキン〈タイラー・ペック 他）
- Trying 〜親になるステップ〜（プリンセス）
- デュードが僕を強くした

2021年
- 海街チャチャチャ（オ・ジュリ 他）
- ヴィンチェンツォ
- このエリアのクレイジーX
- HEARTSTOPPER ハートストッパー（ヴィクトリア・スプリング〈ジェニー・ヴァルザー〉）
- ファースト・デイ わたしはハナ!

2022年
- アストリッドとラファエル 文書係の事件録（テオ・コスト＝ルジェ〈ティミ＝ジョイ・マルボー〉）※第1シーズン
- オールモスト・ネバー 夢みるバンド物語（モリー〈シムラン・ラカール〉）
- スーパーパンプト/Uber -破壊的ビジネスを創った男-（アンジー・ユー〈アニー・チャン〉）
- 私たちの青い夏（シェイラ〈ミニー・ミルズ〉）
- レジデント・エイリアン 〜宇宙からの訪問者〜（イザベル）
- ロード・オブ・ザ・リング:力の指輪（ポピー・プラウドフェロー〈メーガン・リチャーズ〉）
- HEARTSTOPPER ハートストッパー シーズン3（タラ・ジョーンズ〈コリーナ・ブラウン〉）

2023年
- 華麗なるファラド家（サラ・ファラド）
- GCHQ:英国サイバー諜報局（マリーナ・ヴェセロヴァ〈ティナティン・ダラキシュヴィリ〉）
- マスクガール（キム・モミ〈イ・ハンビョル、ナナ〉）
- サイエン 死の砂漠（キマル〈カタリナ・サンチェス〉）
- バカニアーズ（ナン・セント＝ジョージ〈クリスティン・フロセス〉）
- CSI: ベガス シーズン2（ソーニャ）

2024年
- エコー
- エクスパッツ ～異国でのリアルな日常～（マーシー〈ジウ・ヤング・ヨー〉）
- ファンタスティック5 情熱のパラアスリート（アンナ〈ジュリア・パトリニャーニ〉）
- シタデル ディアナ（ディアナ〈マティルダ・デ・アンジェリス〉）

2025年
- アドレセンス #3（ブリオニー〈エリン・ドハティ〉）

#### アニメ
- おしゃれにナンシー・クランシー
- ウィッシュ（ダリア[23]）
- ウィッシュンプーフ!
- ギレルモ・デル・トロのピノッキオ[24]
- ゴースト&モリー（モリー・マギー[25][26]）
- ジェイコブと海の怪物
- シュガー・ラッシュ:オンライン（フェロニー 他）
- ショート・サーキット（ナタリー、ノア 他）
- スター・ウォーズ:ヤング・ジェダイ・アドベンチャー（ブラフ）
- スパイダーマン:スパイダーバース（リチャード 他）
- DC がんばれ!スーパーペット（バル・ストーンズ[27]）
- 天才ねこモーリスとゆかいな仲間たち（マリシア）
- 長ぐつをはいたネコと9つの命[28]
- バービービッグシティ ビッグドリーム（バービー・ブルックリン）
- パグ・パグ・アドベンチャー
- バッドガイズ[29]
- ビッグシティ・グリーン
- フェイフェイと月の冒険（フェイフェイ）
- ボージャック・ホースマン シーズン3（タウニー）
- マーベル おしえて!スパイダーマン（グウェン・ステイシー）
- マーベル スパイダーマン（ゴーストスパイダー / グウェン・ステイシー）
- マオマオ ピュアハートのヒーロー
- ミラベルと魔法だらけの家（ドロレス・マドリガル[30]）
- ライオン・ガード
- ライム・タイム・タウン（英語版）（メーメー、ルーシー 他）
- LEGO マーベル スパイダーマン/ヴェノムの野望（グウェン・ステイシー）
- ストロベリー・ショートケーキとベリー 沼の怪物 (オレンジ・ブロッサム)
- ルビー・ギルマン、ティーンエイジ・クラーケン（ルビー・ギルマン）

### ボイスオーバー
- フリンチ: 怯んだら負け!（英語版）（ゾーイ）
- 分間の再会（女性2）

### ミュージカル
- ライブショーミュージカル『My Reason To Live』（2017年12月18日、原宿アストロホール） - 遥香 役
- 劇団ミュ Op.2 ミュージカル『추락 -墜落-』（2024年10月17日 - 28日、ウッディシアター中目黒）[31]
- 劇団ミュOp.3 ミュージカル『初恋 Sada Yacco: Japan's first actress』（2025年3月19日 - 31日、ウッディシアター中目黒）[32]

## ディスコグラフィ
| 発売日         | 商品名                                               | 歌         | 楽曲                                           | 備考                                       |
| -------------- | ---------------------------------------------------- | ---------- | ---------------------------------------------- | ------------------------------------------ |
| 2020年10月23日 | フェイフェイと月の冒険 (Netflix映画サウンドトラック) | 大平あひる | 「ロケット・トゥ・ザ・ムーン〜信じた世界へ〜」 | アニメ映画『フェイフェイと月の冒険』劇中歌 |

### シリーズ一覧
1. ↑  第1期（2022年 - 2023年）、第2期（2024年）
2. ↑  第1シーズン（2024年）、第2シーズン（2025年）
3. ↑  前章（2024年）、後章（2024年）

### 初出話一覧
1. 1 2  第3話初出
2. ↑  第12話初出
3. 1 2  第13話初出
4. ↑  第1話初出
5. ↑  第5話初出